# Loi Maria da Penha
La loi Maria da Penha ou loi fédérale n°11.340 est une loi du code pénal brésilien pour lutter contre les violences faites aux femmes. Elle est votée par le Congrès national du Brésil et promulguée par Luiz Inácio Lula da Silva le 7 août 2006. La loi est considérée par les Nations unies comme l’une des trois meilleures lois au monde en matière de violence à l’égard des femmes. Selon les données de l'Institut de recherche économique appliquée (Ipea) en 2015, la loi Maria da Penha a contribué à diminuer de 10% du taux d'homicides perpétrés contre des femmes à leur domicile.

## La loi
Cette loi qui porte le nom de Maria da Penha, crée des mécanismes pour lutter contre la violence domestique et familiale à l'égard des femmes. Elle trouve également à s'appliquer aux femmes transgenres comme l'a confirmée une décision du tribunal suprême brésilien en 2020. Elle comprend l’instauration de tribunaux spéciaux et de peines plus strictes. Elle prévoit également la prévention et l’implantation de refuges pour les femmes dans les villes de plus de 60 000 habitants. L’objectif de cette loi est de réduire les violences faites aux femmes.
La loi a modifié le Code pénal, par exemple en introduisant le paragraphe 9 de l'article 129, permettant aux délinquants nationaux ou familiaux d'être arrêtés en flagrant délit ou placées en détention préventive. Les auteurs des violences ne peuvent pas bénéficier de peines de substitution. La législation augmente la durée maximale de détention de un à trois ans; la loi prévoit également des mesures allant de l'éloignement de l'agresseur du domicile à l'interdiction de s'adresser à la femme victime de violence.
Cette loi garantit aussi pour toutes les femmes, quels que soient son origine, sa classe, son orientation sexuelle, son âge, sa religion, son appartenance ethnique les droits inhérents à la personne humaine de vivre à l'abri de la violence.
La loi Maria da Penha n’inclut pas les homicides volontaires. La loi n° 13.104 du 9 mars 2015 traite spécifiquement de la criminalisation du féminicide. Celui-ci est défini comme un homicide simple ou qualifié commis contre une femme en raison de son sexe.

## Histoire

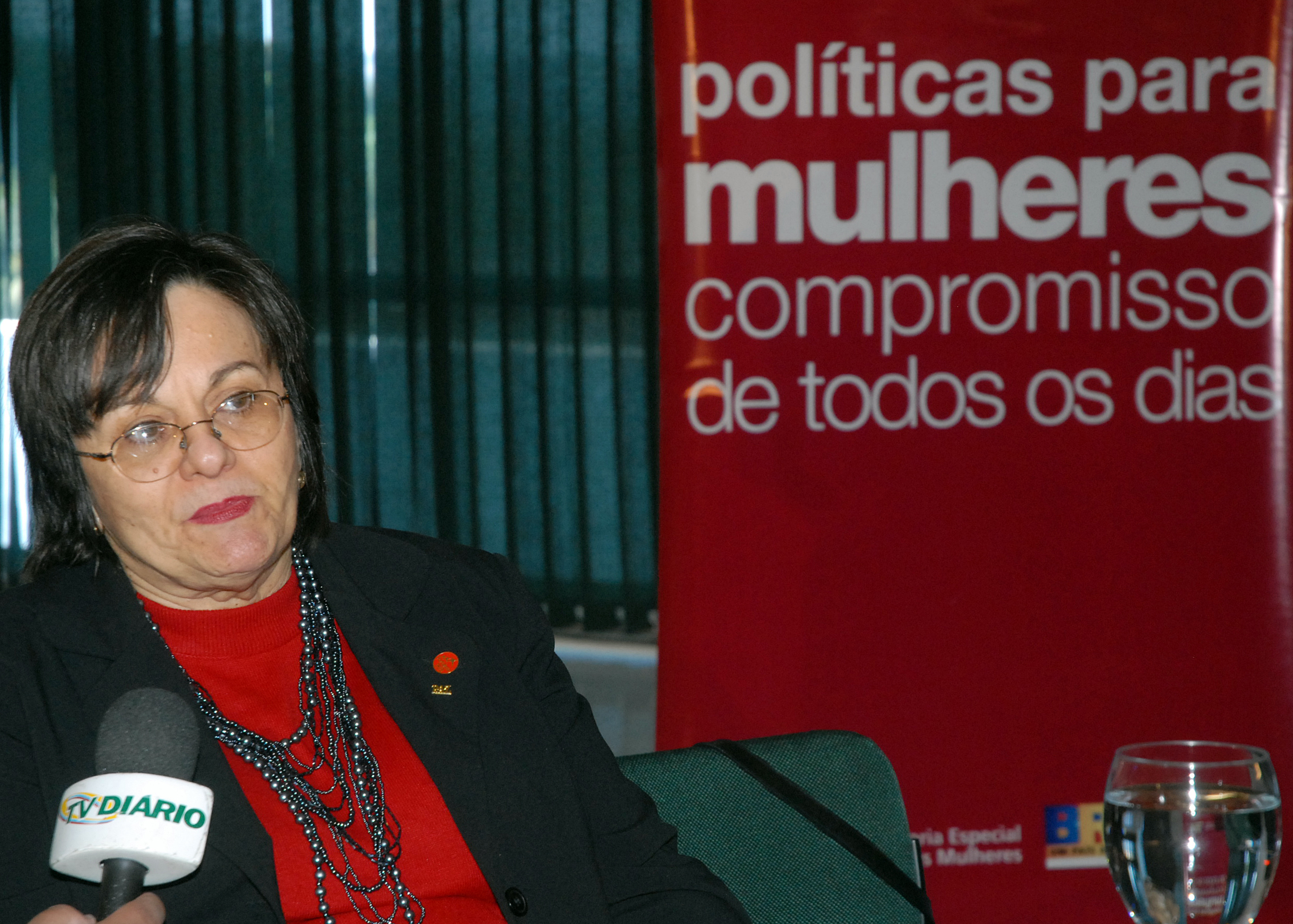
La pharmacienne Maria da Penha, qui cite la loi contre la violence domestique.

Maria da Penha était mariée à Marco Antônio Heredia Viveros, qui commet des violences domestiques pendant les 23 ans de mariage. En 1983, il tente à deux reprises de l'assassiner. La première fois, avec une arme à feu, la laissant paraplégique, et la seconde, par électrocution et par noyade. Après cette tentative d'assassinat, Maria da Penha le dénonce, quitte la maison familiale grâce à une ordonnance du tribunal commence une bataille juridique afin que son mari soit condamné. L'affaire a été jugée deux fois. La procédure a duré vingt ans.
Le Centre de justice pour le droit international (CEJIL) et le Comité latino-américain de défense des droits des femmes (CLADEM) ont déposé, conjointement avec la victime, une plainte auprès de la Commission interaméricaine des droits de l'homme et de l'OEA. Le Brésil a été condamné  pour ne pas avoir de procédures efficaces pour interdire la violence domestique à l'égard des femmes et est accusé de négligence, d'omission et de tolérance. En outre, la Commission interaméricaine des droits de la personne humaine a recommandé d'entamer des procédures pénales contre l'agresseur de Maria da Penha, de réaliser des enquêtes sur les irrégularités et les retards de procédure, procéder à la réparation symbolique et matérielle de la victime pour le manquement de l'État, à interjeter l'appel pour la victime et, enfin et surtout, à adopter une politique publique visant à prévenir, réprimer et éliminer la violence à l’égard des femmes.

## Violence domestique
La violence domestique englobe des comportements qui vont bien au-delà de l'agression physique. La violence à l'égard des femmes est définie comme une action ou un comportement entraînant la mort, les blessures ou la souffrance physique, sexuelle ou psychologique de femmes, dans les sphères publique et privée.
Il est à noter que la violence domestique et familiale n'est que l'une des formes de violence à l'égard des femmes. Cette forme de violence ne concerne pas uniquement les agressions perpétrées dans la résidence de la victime, mais en tout lieu ou le contact est lié à une relation de coexistence familiale ou d'affection entre l'agresseur et la victime. Dans ces circonstances, la loi Maria da Penha classe les types de violence à l'égard des femmes dans les catégories suivantes : violence patrimoniale, violence sexuelle, violence physique, violence morale et violence psychologique.
La violence patrimoniale s'entend de tout comportement qui établit le contrôle forcé, la destruction ou la soustraction de biens matériels, de documents et d'instruments de travail.
La violence sexuelle englobe les actes qui obligent ou contraignent une femme à témoigner, à continuer ou à avoir des rapports sexuels non désirés avec l'intervention de la force physique ou de la menace.
La violence physique s'entend de façons d'agir qui violent les préceptes de la santé ou de la santé des femmes.
La violence morale, quant à elle, s'entend de tout comportement qui constitue une calomnie, une diffamation et / ou une blessure.
Enfin, la violence psychologique est comprise comme tout comportement qui cause un préjudice psychologique aux femmes, réduisant leur estime de soi, provoquant gêne et humiliation.

## Efficacité de la loi Maria da Penha
Une étude de l'Institut de recherche économique appliquée (IPEA) publiée en mars 2015 a montré que la loi Maria da Penha a réduit de 10% le taux d'homicides domestiques contre les femmes. Elle a attribué cette baisse à la loi Maria da Penha qui a évité « plusieurs milliers de cas de violence domestique dans le pays».
De l'avis de Maria da Penha qui a donné son nom à la loi, celle-ci a trouvé le moyen d'agir sur les agresseurs et les victimes par trois méthodes : la première est l'augmentation de la sanction pour l'agresseur ; le second est le renforcement des conditions d'autonomisation et de sécurité afin que la victime puisse signaler les violences; et enfin l'amélioration des mécanismes juridictionnels, permettant au système de justice pénale de réagir plus efficacement face aux affaires de violence domestique .

## Avis positifs
La création de la loi est extrêmement importante dans la lutte contre les violences domestiques et pour l'égalité des sexes. Avec la promulgation de la loi Maria da Penha, le nombre de cas de violence domestique signalés a augmenté, il a donc été déduit que les femmes commençaient à avoir une meilleure connaissance de leurs droits. La loi est également responsable de la création de lieux et de services qui n'existaient pas auparavant : des commissariats avec des services spécialisés, pour les villes de plus de 60 000 habitants.
Consulté le 10 septembre 2008, l'ensemble de la population, y compris l'Église catholique, estime que la loi est bienfaitrice . À la Chambre, Sandra Rosado du PSB, a attiré l'attention de ses collègues sur l'application de la loi avec rigueur et la priorité de celle-ci.

## Avis négatifs

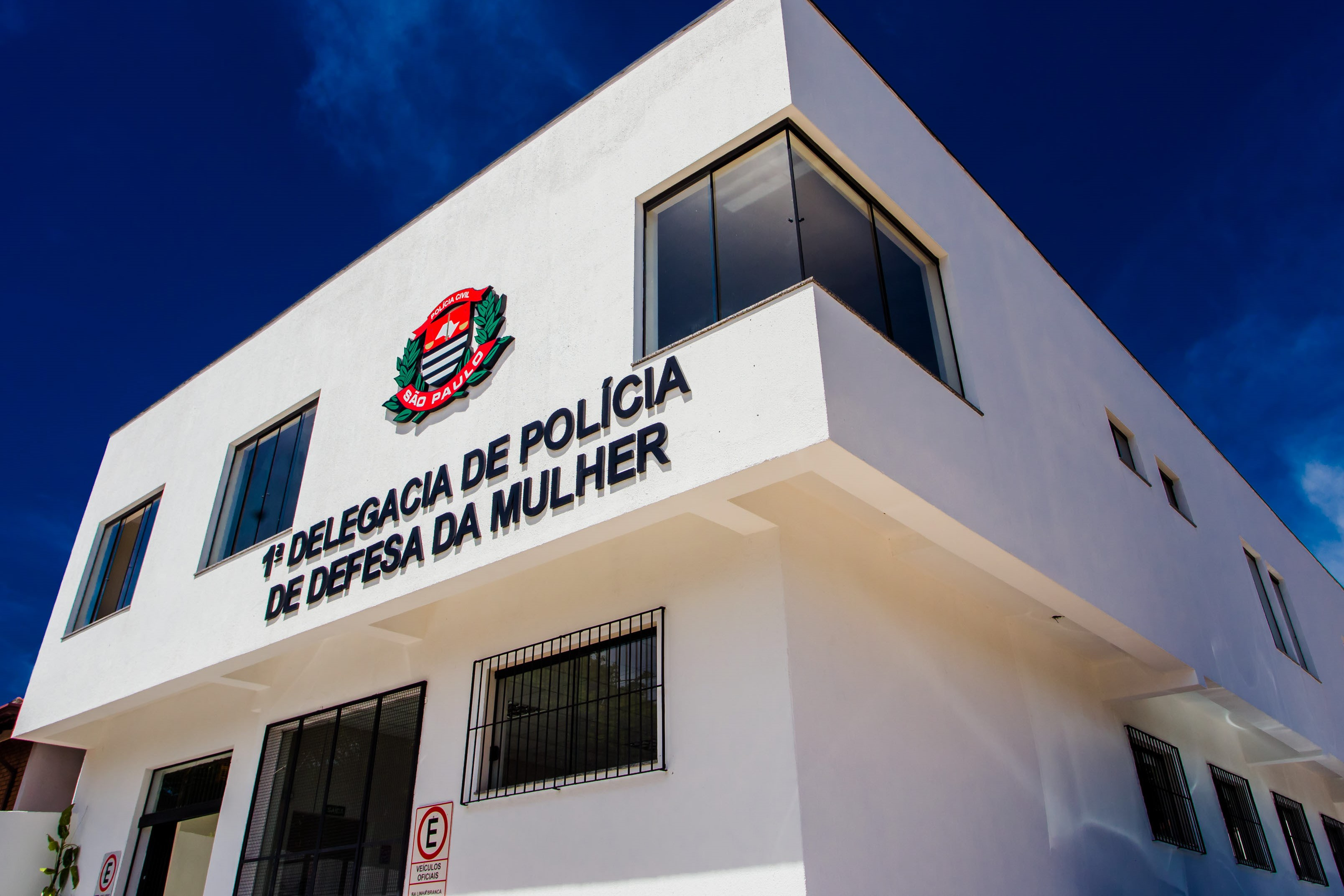
Commissariat de police pour femmes à Campinas, São Paulo.

Des critiques estiment que la loi serait trop sévère dans plusieurs cas et que beaucoup de femmes ne souhaitent pas voir leur partenaire en prison, ce qui entraînerait une diminution du nombre de plaintes des femmes victimes. Certaines critiques allèguent que, bien que plus rare, la violence contre les hommes soit aussi un problème grave, atténué par la honte ressentie par ceux-ci lorsqu'ils dénoncent les agressions subies par leurs partenaires agressifs.